# First Thomas Shoal
First Thomas Shoal (kinesiska:Xinyi Jiao) är en atoll i Spratlyöarna i Sydkinesiska havet. Kina, Taiwan, Filippinerna och Vietnam gör anspråk på atollen.